# LeBron James
LeBron Raymone James (Akron (Ohio), 30 december 1984) is een Amerikaans professioneel basketballer die momenteel speelt bij de Los Angeles Lakers als small-forward in de NBA. Hij wordt gezien als een van de beste basketbalspelers ooit.

## Jeugd
Op haar zestiende beviel Gloria James van haar eerste en enige kind: LeBron James. Gloria ondervond veel problemen bij de zorg voor haar zoon door het ontbreken van zijn vader en een stabiele financiële situatie.  Toen LeBron vijf jaar oud was verhuisden ze zeven keer binnen een jaar tijd. Een oude vriend van zijn moeder, een footballjeugdcoach genaamd Frank Walker, was een vaderfiguur voor James. Ondanks de problemen die ze gekend hebben, noemen moeder en zoon hun onderlinge band hecht en steunend. Bovendien heeft James de naam van zijn moeder op zijn arm vereeuwigd.
James speelde als kind Amateur Athletic Union (AAU) basketbal voor de Northeast Ohio Shooting Stars. Het team had veel succes, zowel op lokaal als nationaal niveau. De jeugdspeler besloot om samen met drie vrienden en teamgenoten naar St. Vincent St. Mary Highschool te gaan. Dit zorgde voor opschudding, omdat zij niet naar de lokale middelbare school gingen, maar naar een voornamelijk witte privéschool. James zette het schoolteam van St. Vincent St. Mary op de kaart door met hen het nationale kampioenschap te winnen. Hij sloot op achttienjarige leeftijd  een overeenkomst met Nike ter waarde van $ 90 miljoen.
In zijn jeugd deed James ook aan American football. Volgens coaches en analisten had hij ook in de National Football League carrière kunnen maken.

## Carrière

### Cleveland Cavaliers
Hij begon zijn carrière in de NBA in 2003 bij de Cleveland Cavaliers. In zijn eerste jaar werd hij gekozen tot Rookie Of The Year met een gemiddelde van 21 punten, 6 assists en 5,5 rebounds. Daarmee was hij de jongste speler die die titel ontving in de historie van de club. Tijdens zijn periode bij de Cavaliers werd James tweemaal verkozen tot most valuable player (MVP - Meest Waardevolle Speler) van de NBA, achtereenvolgens in 2009 en 2010. Dat kunstje herhaalde hij in 2012 en 2013 nog eens als speler van de Miami Heat.
Na de zomer van 2004 werd hij nog beter en noteerde ruim 27 punten, 7 assists en 7 rebounds. Ondanks zijn uitstekende ontwikkeling haalden zijn Cleveland Cavaliers net niet de play-offs in dat jaar.
In 2007 haalde zijn team de play-offs finale, maar verloren ze tegen de latere kampioen San Antonio Spurs in de "best-of-seven" series. De Cavaliers werden met 4 wedstrijden tegen 0 "gesweept".
Ook in 2008 troffen ze de latere kampioen Boston Celtics in de tweede ronde, die ze in zeven spannende wedstrijden verloren.
In 2009 waren de Cleveland Cavaliers favoriet voor de titel. Ze versloegen de Detroit Pistons in 4 wedstrijden in de eerste ronde van de play-offs. Ook de Atlanta Hawks mochten na 4 wedstrijden al naar huis toe.
In de "Conference Finals" werden LeBron James en zijn ploeggenoten echter verrassend verslagen door de Orlando Magic, toen nog geleid door Dwight Howard, in 6 wedstrijden.

### Miami Heat
In de zomer van 2010 liep het contract van James bij de Cleveland Cavaliers af. Hij had de mogelijkheid om bij te tekenen bij de 'Cavs' maar besloot om de overstap te maken naar de Miami Heat. Dit werd uitgezonden op ESPN op 6 juli 2010 onder de naam "The Decision". In het eerste seizoen bij de Heat was James dicht bij een kampioenschap. Het team haalde de finale, maar verloor daarin van de Dallas Mavericks met 4-2. In 2012 lukte het hem, Dwyane Wade, Chris Bosh en de rest van het team "NBA Champion" te worden van het seizoen 2011/12. In 2013 werd hij 'back-to-back' kampioen met zijn Miami Heat, door de beslissende zevende wedstrijd tegen de San Antonio Spurs met 95-88 te winnen. James werd voor het tweede seizoen op rij verkozen tot MVP van de finals.

### Terugkeer naar Cavaliers (2014)
James stapte op 25 juni 2014 uit zijn contract bij de Heat, waardoor hij op 1 juli officieel een free agent was. Op 11 juli kondigde hij in Sports Illustrated aan dat hij plannen had om terug te keren naar de Cavaliers. Een dag later tekende hij een contract voor twee jaar ter waarde van 42,1 miljoen dollar bij de ploeg, met de optie om free agent te worden na het seizoen 2014/15. In het eerste jaar na zijn terugkeer haalde hij met Cleveland de finale van de NBA. Daarin verloor hij met zijn ploeg met 4-2 van Golden State Warriors. James haalde vervolgens ook in 2015/16 de NBA-finale met Cleveland. Golden State Warriors was opnieuw de tegenstander. Cleveland kwam met 1-3 achter in de serie, maar kwam gelijk met overwinningen in wedstrijd vijf en zes. James en Kyrie Irving werden in de vijfde partij de eerste ploeggenoten ooit die in één wedstrijd van de NBA-finale allebei meer dan veertig punten maakten (allebei 41). James maakte in wedstrijd zes vervolgens ook 41 punten en werd daarmee de vijfde speler ooit die in de NBA-finale twee wedstrijden achterelkaar 40 of meer punten maakte, na Jerry West (in zowel 1965 als 1969), Rick Barry (1967), Michael Jordan (vier wedstrijden achterelkaar in 1993) en Shaquille O'Neal (2000). James won met Cleveland vervolgens ook wedstrijd zeven, waarmee de Cavaliers voor het eerst in de clubgeschiedenis NBA-kampioen werden. Bovendien zijn de Cleveland Cavaliers vanaf dat moment het enige team in de geschiedenis dat terugkwam van een 3-1 achterstand in de NBA Finals.
Op 13 juni 2017 stond James wederom in de NBA-finale. In de vijfde wedstrijd van de play-offs viel de beslissing in het voordeel van Golden State Warriors.
In 2018 haalde James voor de 9e keer de finale, voor de vierde keer op rij tegen Golden State Warriors. De finals werden beslist in 4 games in het voordeel van Golden State.

### Los Angeles Lakers
In juli 2018 werd bekend dat hij overstapte naar de Los Angeles Lakers. Op 29 juni 2018 besloot hij zijn optie voor een tweede contract niet te gebruiken bij de Cavaliers en werd een free agent. Op 1 juli kondigde zijn managementbedrijf, Klutch Sports, aan dat hij zou tekenen bij de Los Angeles Lakers; de deal werd officieel afgerond op 9 juli. In een interview met Sports Illustrated verklaarde James' agent, Rich Paul: "In 2010, toen hij naar Miami ging, ging het om kampioenschappen. In 2014, toen hij terugging naar Cleveland, was het over het nakomen van de belofte om zijn thuisstad Cleveland een titel te geven. In 2018, was het doen wat hij wil doen."
Op 14 november 2018 scoorde James 44 punten in een 126-117 overwinning op de Portland Trail Blazers, hierdoor passeerde James Wilt Chamberlain voor vijfde plaats op de all-time NBA-scorelijst. Op 18 november scoorde hij een ‘season-high’ 51 punten in een 113-97 overwinning op de Heat. Na het oplopen van een liesblessure op 25 december tegen de Warriors, lag James er voor 17 wedstrijden uit, dit is zijn langste blessure uit zijn 16-jarige carrière. Tijdens zijn blessure wisten de Lakers maar 6 uit 17 wedstrijden te winnen. De Lakers moesten zo de hoop op play-offs opbergen.
In de maand februari 2019 werd hij de vijfde NBA-speler met 32.000 punten. Tijdens de wedstrijd tegen de Denver Nuggets op 6 maart 2019 ging James Michael Jordan voorbij op de NBA-topscorerslijst voor de vierde plek, door middel van een succesvolle fouled layup met 5:38 resterend in het tweede kwart. De volgende dag kwamen James en de Lakers overeen om een speeltijdbeperking voor hem in te voeren voor de resterende 17 wedstrijden van het reguliere seizoen.
Op 22 maart werden zij officieel uitgeschakeld voor de play-offs na verlies tegen de Brooklyn Nets, 106-111. Door dit verlies miste James de play-offs voor de eerste keer sinds het seizoen 2004/05, en daarmee kwam uiteindelijk ook een einde aan zijn reeks van acht opeenvolgende finales in de NBA.
Aan het begin van zijn zeventiende seizoen in de NBA maakte de Los Angeles Lakers een ruil-deal voor Anthony Davis, samen met deze co-ster vormde LeBron James een dynamisch duo dat de Lakers naar de 2020 NBA Finale leidde. Op 11 oktober 2020 won LeBron James zijn 4e NBA titel en 4e Finals Most Valuable Player award. Er werd in een games 6 overtuigend met 4-2 gewonnen van de Miami Heat. LeBron James is door dit kampioenschap de eerste speler in de geschiedenis van de NBA die bij drie verschillende clubs, kampioen en Finals Most Valuable Player is geworden.

## Film
Op 2 oktober 2009 kwam in Amerika in een gelimiteerd aantal bioscopen de film More Than a Game uit. Deze documentaire vertelt meer over de NBA-superster en vier van zijn teamleden op hun weg naar roem. Sinds de basisschool spelen de ploeggenoten al samen in de schoolcompetitie. Wanneer echter LeBron James een profcarrière start en genoemd wordt als 'de uitverkorene' heeft dit een impact op de groep.
In 2021 kwam het langverwachte vervolg op de animatiefilm Space Jam uit. In de eerste film zagen we de Looney Tunes samen met Michael Jordan in actie. Voor het vervolg (Space Jam: A New Legacy) nam LeBron James de hoofdrol op zich. In 2023 kwam de film Shooting Stars uit dat gaat over het leven van LeBron en zijn highschool team.

## Erelijst
- All-Time Leading Scorer
- 20x NBA All-Star (2005-2024)
- 2004 NBA Rookie of the Year
- 2004 NBA All-Rookie Team
- 4x NBA Finals MVP (2012, 2013, 2016, 2020)
- 13x All-NBA First Team (2006, 2008-2018, 2020)
- 2x All-NBA Second Team (2005, 2007, 2025)
- 1x All-NBA Third Team (2019)
- 3x NBA All-Star Game MVP (2006, 2008, 2018)
- 5x NBA All-Defensive First Team (2009-2013)
- 1x NBA All-Defensive Second Team (2014)
- 2008 NBA Scoring Champion
- 4x Meest Waardevolle Speler (2009, 2010, 2012, 2013)
- 3x Olympische Spelen Gouden medaille (Peking 2008, Londen 2012, Parijs 2024)
- 1x Olympische Spelen Bronzen medaille (Athene 2004)